# Генэйкозановая кислота
Генэйкозановая кислота (хенэйкозановая кислота) С20Н41COOH — одноосновная карбоновая кислота алифатического ряда с нечётным числом атомов углерода в цепи. Соли — генэйкозаноаты.
Название: от греч. ένα είκοσι (ena eikosi) — «двадцать один».
Синонимы: Henicosanoic acid, n-Heneicosanoic acid, CHEBI:39248, 2363-71-5, heneicosylic acid, n-heneicosylic acid, n-henicosanoic acid, AC1L28WX, H5149_FLUKA, H5149_SIGMA, CHEMBL1172909, MolPort-003-935-581, CID16898, EINECS 219-113-3, LMFA01010021, SBB061356, C21:0, H0010, BA927389-7F05-42E2-ADA5-59C0A171ABB2.

## Физические свойства
Белый порошок.

## Химические свойства
Химические свойства аналогичны свойствам других предельных жирных кислот.

## Синтез
Генэйкозановая кислота может быть получена при окислении докозана C22H46 перманганатом калия.
Образуется как один из продуктов в процессе производства таллового масла.

## Нахождение в природе
Генэйкозановая кислота, как и большинство жирных кислот с длинной цепью и с нечетным числом атомов углерода, в природе встречается крайне редко и в низких концентрациях.
- В некоторых растениях:
  - до 0,72 % жирных кислот в масле из семян Azadirachta excelsa, родственника индийского дерева Ним[4];
  - до 2,26 % жирных кислот в семенах Mucuna flagellipes семейства бобовых;
  - обнаруживается в составе арахисового масла и японского воска.
- Эта кислота составляет до 0,24 % жирных кислот человеческого молока[5].
- В грибах рода опят составляет до 4-5 % жирных кислот[6].
- В некоторых микроорганизмах семейства риккетсий (Rickettsia typhi и Rickettsia prowazekii) генэйкозановая кислота химически связана с липополисахаридом[7].

## Использование

### В химии
Из-за своей редкости и низкого уровня содержания в биологическом материале генэйкозановая кислота часто используется в качестве внутреннего стандарта в газохроматографическом анализе жирных кислот.

### В медицине
Входит в состав некоторых БАДов